# Tom Walsh (kuglestøder)
Tomas Walsh (født 1. marts 1992 i Timaru) er en newzealandsk kuglestødsatlet. 
Ved sommer-OL 2016 i Rio de Janeiro tog Walsh bronze i kuglestød. Ved sommer-OL 2020 i Tokyo tog han igen bronze i kuglestød.